# Seznam kolumbijskih boksarjev
Seznam kolumbijskih boksarjev.

## A
- Elvis Álvarez (+1992)

## B
- Fidel Bassa

## C
- Antonio »Kid Pambelé« Cervantes
- Diego Corrales

## E
- Miguel Lora Escudero

## J
- Jorge Eliécer Julio
- Ener Julio

## M
- Mario Miranda

## V
- Rodrigo Valdez